# Rokel
Il Rokel (conosciuto anche come Seli River o Pamoronkoh River) è un fiume dell'Africa occidentale, tributario dell'oceano Atlantico. È il fiume più lungo della Sierra Leone.
Il fiume nasce nel massiccio montuoso dei Monti Loma, da dove scorre verso sud-est. Prima di arrivare all'estuario, si unisce al fiume Bankasoka; da questo punto in poi è anche noto come il fiume Sierra Leone, 40 chilometri di lunghezza e una larghezza variabile tra i 6 e 10 chilometri. La capitale Freetown si trova alla foce di questo estuario.

## Flora e fauna
La flora nell'estuario è costituita da foresta di mangrovie. La fauna del territorio è costituita da 10.000 uccelli di 36 specie differenti (il quale fu un record nel 1995). È stato riportato che sono presenti anche otto specie di trampolieri invernali rappresentano inoltre l'1% della sua popolazione mondiale. Le otto specie di trampolieri migratori paleartici registrate sono:
- Corriere grosso (Charadrius hiaticula)
- Fratino eurasiatico (Pluvialis squatarola)
- Piovanello tridattilo (Calidris alba)
- Piovanello comune (Calidris ferruginea)
- Chiurlo piccolo (Numeniusphaeopus)
- Pantana comune (Tringa nebularia)
- Pettegola (Tringa totanus)
- Airone schistaceo (Egrette gularis)